# François Barlier
Pour les articles homonymes, voir Barlier.
François Barlier est un astronome, un astrophysicien, un professeur d'université français, né le 22 août 1933 à Moyeuvre[Lequel ?] (Moselle).

## Ses travaux
Il est un grand spécialiste français de la géodésie (science des mesures des grandeurs physiques). Il a été un des premiers au monde à se consacrer dès 1960 à la trajectographie des satellites. Ses travaux ont en particulier porté sur les forces de freinage dues aux frottements résultant de l'atmosphère résiduelle à très haute altitude, notamment dans la thermosphère (espace entourant la Terre entre 200 et au-delà de 2 000 kilomètres). Il travaille à l'observatoire de la Côte d'Azur à Grasse.
Grâce à plus de 2,6 millions de données recueillis depuis l'espace entre 1978 et 1994, il a pu établir des modèles successifs des forces agissant sur un satellite, et en les affinant de plus en plus, il a permis de calculer les trajectoires au centimètre près. Ses modèles sont une composante essentielle à la réussite de toute mission spatiale d'observation de la Terre.
Il est le Président du Bureau des longitudes depuis mars 2006.

## Récompenses
- En janvier 2000, il obtient le Grand prix Marcel-Dassault de l'Académie des sciences.
- En 1998, il a également reçu la légion d'honneur française.

## Livres
- François Barlier, Daniel Benest (dir.), Claude Froeschlé (dir.) et al., Les Planètes et leur environnement, Paris, Hachette, coll. « Fondamentaux / 70 », 1996, 159 p. (ISBN 978-2-01-145181-1 et 2-011-45181-7, OCLC 35967471, BNF 35855974).
- François Barlier, Galiléo : un enjeu stratégique, scientifique et technique, Paris, l'Harmattan, coll. « Perspectives stratégiques », 2008, 254 p. (ISBN 978-2-296-05139-3 et 2-296-05139-1, OCLC 470977274, BNF 41257175).